# Emma Corominas i Yebra
Emma Corominas Yebra (Vic, Osona, 15 de març de 1984) és una jugadora d'hoquei sobre patins catalana.
Formada al Club Patí Voltregà, va guanyar tres Lligues catalanes consecutives entre 2003 i 2005 i un Campionat d'Espanya el 2005. La temporada 2005-06 va fitxar per l'ACR Gulpilhares aconseguint una Supercopa portuguesa. Posteriorment, va jugar al Club Patí Vic, entre 2006 i 2009, i a partir d'aquesta temporada, va tornar al CP Voltregà. Internacional amb la selecció espanyola entre 2002 i 2005, va aconseguir dos medalles de bronze als Campionats del Món (2002 i 2004) i una medalla d'argent (2003) i una de bronze (2005) als Campionats d'Europa. Amb la selecció catalana d'hoquei sobre patins, va formar part de l'equip que va disputar el primer partit internacional contra Portugal el desembre de 2003. També va ser subcampionat de la Copa Amèrica de 2007 i va guanyar tres Golden Cup (2006, 2007 i 2009).

## Palmarès
Clubs
- 3 Lligues catalanes d'hoquei sobre patins femenina: 2002-03, 2003-04, 2004-05
- 1 Campionat d'Espanya d'hoquei sobre patins femení: 2004-05
- 1 Supercopa de Portugal d'hoquei sobre patins femenina: 2005-06

Selecció catalana
- 1 medalla d'argent a la Copa Amèrica d'hoquei sobre patins: 2007
- 3 Golden Cup: 2006, 2007, 2009

Selecció espanyola
- 2 medalles de bronze al Campionat del Món d'hoquei patins femení: 2002, 2004
- 1 Medalla d'argent al Campionat d'Europa d'hoquei patins femení: 2003
- 2 medalles de bronze al Campionat del Món d'hoquei patins femení: 2005